# Pectiniidae
Pectiniidae là một họ san hô trong bộ Scleractinia.

## Phân loại
Các chi và loài trong họ này gồm:
- Echinomorpha -

Echinomorpha nishihirai
- Echinophyllia Klunzinger, 1879

Echinophyllia aspera (Ellis & Solander, 1788)

Echinophyllia costata (Fenner & Veron, 2002)

Echinophyllia echinata (Saville-Kent, 1871)

Echinophyllia echinoporoides (Veron & Pichon, 1979)

Echinophyllia maxima (Moll & Best, 1984)

Echinophyllia orpheensis (Veron & Pichon, 1980)

Echinophyllia patula (Hodgson & Ross, 1981)

Echinophyllia pectinata (Veron, 2002)

Echinophyllia tarae (Benzoni, 2013)

Echinophyllia taylorae (Veron, 2002)

Echinophyllia tosaensis (Yabe & Eguchi, 1935)
- Mycedium Oken, 1815

Mycedium elephantotus (Pallas, 1766)

Mycedium robokaki (Moll & Best, 1984)

Mycedium spina (Ditlev, 2003)

Mycedium steeni (Veron, 2002)

Mycedium tuediae (Dana, 1846)

Mycedium umbra (Veron, 2002)
- Oxypora -

Oxypora aspera (Ellis & Solander)

Oxypora convoluta (Veron, 2002)

Oxypora crassispinosa (Nemenzo, 1980)

Oxypora egyptensis (Veron, 2002)

Oxypora glabra (Nemenzo, 1959)

Oxypora lacera (Verrill, 1864)
- Pectinia - loài.
- Physophyllia Duncan, 1884 Chi đơn loài Physophyllia ayleni.

## Hình ảnh

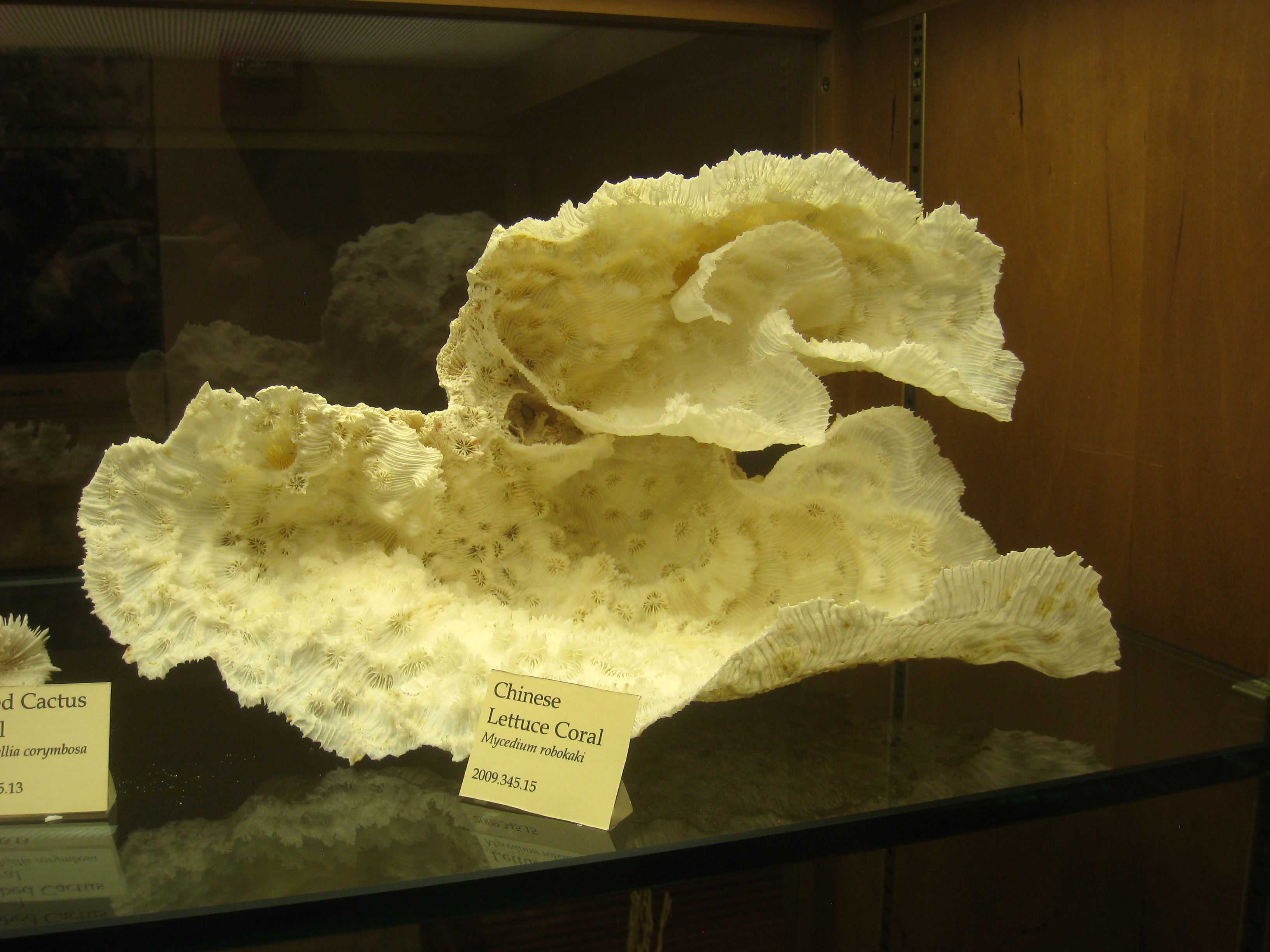